# Légendaire Sérénade
Albums de Pierpoljak
Tuff Gong Blues
(2007) The Best OF Pierpoljak
Légendaire Sérénade est le huitième album de Pierpoljak, sorti en 2010.
Il s'agit d'un album aux couleurs rock et musique antillaise.
Il reçut un accueil mitigé,, du public et fut un échec commercial.

## Liste des chansons
1. Aimé 3 min 49 s
2. Le monde explose 4 min 10 s
3. J’me comprends tout seul 4 min 25 s
4. C’est un vœu 3 min 48 s
5. Awa 3 min 47 s
6. Jahid 3 min 52 s
7. Nick la menace 3 min 28 s
8. Smith and Wesson 2 min 19 s
9. Bébé Damia 3 min 30 s
10. Petite dépression 3 min 32 s
11. Là où je vais 3 min 25 s
12. Légendaire sérénade 3 min 07 s
13. Les Yeux (chanson cachée)

## Classements

### Classements hebdomadaire
| Classement (2010) | Meilleure position |
| ----------------- | ------------------ |
| France (SNEP)     | 73                 |